# Euploea aebutia
Euploea aebutia är en fjärilsart som beskrevs av Hans Fruhstorfer 1910. Euploea aebutia ingår i släktet Euploea och familjen praktfjärilar. Inga underarter finns listade i Catalogue of Life.